# Xenograpsus
Famille
Genre
Xenograpsus est un genre de crabes, le seul de la famille des Xenograpsidae. Ils se rencontrent dans les monts hydrothermaux du Pacifique ouest.

## Liste des espèces
- Xenograpsus ngatama McLay, 2007
- Xenograpsus novaeinsularis Takeda & Kurata 1977
- Xenograpsus testudinatus Ng, Huang & Ho, 2000

## Référence
- Ng, Davie, Schubart & Ng 2007 : Xenograpsidae, a new family of grapsoid crabs (Crustacea: Brachyura) associated with shallow water hydrothermal vents. The Raffles Bulletin of Zoology Supplement, vol. 16, p. 233–256 (texte original).
- Takeda & Kurata, 1977 : Crabs of the Ogasawara Islands IV. A collection made at the new volcanic island, Nishino-shima-shinto, in 1975. Bulletin of the National Science Museum, Tokyo, series A (Zoology), vol. 3, n. 2, p. 91–111.

## Sources
- Ng, Guinot & Davie, 2008 : Systema Brachyurorum: Part I. An annotated checklist of extant brachyuran crabs of the world. Raffles Bulletin of Zoology Supplement, n. 17 p. 1–286.